# 格蘭比 (密蘇里州)
格蘭比（英語：Granby）是位於美國密蘇里州牛頓縣的城市。

## 人口
根據2020年美國人口普查的數據，格蘭比的面積為11.47平方千米，當中陸地面積為11.46平方千米，而水域面積為0.01平方千米。當地共有人口2050人，而人口密度為每平方千米179人。